# ヴィクトル・ゴンチャレンコ
ヴィクタル・ミハイラヴィチ・ハンチャレンカ（ベラルーシ語: Ганчаренко Виктор Михайлович Ганчарэнка, ラテン文字転写: Viktar Mihailavich Hancharenka, 1977年6月10日 - ）は、ソビエト連邦（現ベラルーシ）・ホメリ州ホイニキ出身の元サッカー選手、現サッカー指導者。現役時代のポジションはDF（右サイドバック）。UEFAチャンピオンズリーグ史上最年少監督記録を保持している。
ロシア語ではヴィクトル・ミハイロヴィチ・ゴンチャレンコ (Виктор Михайлович Гончаренко) となる。

## 選手歴
1977年、ホメリ州ホイニキの中流家庭にミハイル・ハンチャレンカの息子として生まれた。エンジニアであった父は1986年のチェルノブイリ原子力発電所事故の後1993年に亡くなっており、9歳でサッカースクールに入り、プロ選手を志す。父の死後、1995年にミンスクのオリンピック選手養成施設に入り、ヴィタリー・クツゾフやユーリ・ゼフノフ、アレクサンドル・フレブといった選手と交友を深めた。1998年、FC BATEボリソフに入団してベラルーシ・プレミアリーグで主にディフェンダーとしてプレーし、1998、2000年には2位に、2001年には3位という成績を残したチームの一員として貢献した。しかし、怪我のため2002年に25歳の若さで引退し、指導者の道を目指した。

## 指導歴
2004年から2007年までBATEボリソフでアシスタントコーチを務めた後、2007年にBATEボリソフの監督に就任。以降、2008、2009、2010、2011シーズンにプレミアリーグを制し4連覇を達成、2008年にはベラルーシのクラブとして初めてUEFAチャンピオンズリーグの予選を突破し、本戦で指揮を執った。2008年9月17日、グループリーグのレアル・マドリード戦において、チャンピオンズリーグ史上最年少の31歳で指揮を執っている。また、2011年にはクラブを再びチャンピオンズリーグ本戦出場へと導いている。
2013年10月、ロシアのFCクバン・クラスノダールと2017年5月までの契約を結んだと発表された。
2014年11月、双方の合意でクバン監督を退任。2015-16シーズンはFCウラル・スヴェルドロフスク・オブラスト監督を短期間務めた。
2016年6月6日、FCウファの監督に就任。12月12日には、レオニード・スルツキー監督の辞任を受けPFC CSKAモスクワの指揮を執ることが発表された。2020-21シーズンはリーグ中位に沈む中で、2021年3月22日に解任された。
翌月6日にFCクラスノダールの指揮官として2022-23シーズンまでの契約を締結した。

## 監督成績
2024年11月30日現在
| BATEボリソフ                           | 2007年11月13日 | 2013年10月12日 | 275 | 160 | 65  | 50  | 058.18 |
| クバン・クラスノダール                 | 2013年10月13日 | 2014年11月13日 | 38  | 16  | 12  | 10  | 042.11 |
| ウラル・スヴェルドロフスク・オブラスト | 2015年6月14日  | 2015年9月1日   | 7   | 1   | 3   | 3   | 014.29 |
| ウファ                                 | 2016年6月6日   | 2016年12月12日 | 19  | 9   | 4   | 6   | 047.37 |
| CSKAモスクワ                           | 2016年12月12日 | 2021年3月22日  | 183 | 92  | 40  | 51  | 050.27 |
| FCクラスノダール                       | 2021年4月6日   | 2022年1月5日   | 26  | 11  | 6   | 9   | 042.31 |
| ウラル                                 | 2022年8月15日  | 2024年5月30日  | 78  | 29  | 17  | 32  | 037.18 |
| パリ・ニジニ・ノヴゴロド               | 2024年10月9日  |                | 7   | 2   | 2   | 3   | 028.57 |
| 通算                                   | 通算           | 通算           | 635 | 323 | 148 | 164 | 050.87 |

## タイトル
選手時代
BATEボリソフ
- ベラルーシ・プレミアリーグ : 1999, 2002

指導者時代
BATEボリソフ
- ベラルーシ・プレミアリーグ : 2008, 2009, 2010, 2011, 2012
- ベラルーシ・カップ : 2009-10
- ベラルーシ・スーパーカップ : 2010, 2011, 2013